# Alfabet dactilològic
L'alfabet dactilològic o el sil·labari dactilològic és la representació visual en l'espai d'una llengua oral mitjançant la seua representació escrita amb els dits de les mans (dactilologia). S'utilitza en combinació amb el llenguatge signat per a substantius, noms propis, adreces, o per a aprofitar una paraula oral d'una unitat semàntica el signe del qual tampoc no es coneix. Tot i això, no s'utilitza per a conversar normalment per la lentitud que implica en les converses.
En el cas de les llengües orals en què el sistema d'escriptura és l'alfabet llatí, existeix un signe per a cadascuna de les lletres, algunes de les quals s'assemblen a la traça de la lletra. Així, en el cas del català, consta de vint-i-nou posicions amb les seves variants de moviment de mà. En les llengües de signes dels Països Catalans, l'alfabet dactilològic es fa amb la mà dominant, principalment a l'altura de la barbeta, i es complementa amb l'articulació oral, amb la cara i la boca visibles.